# 高街 (牛津)

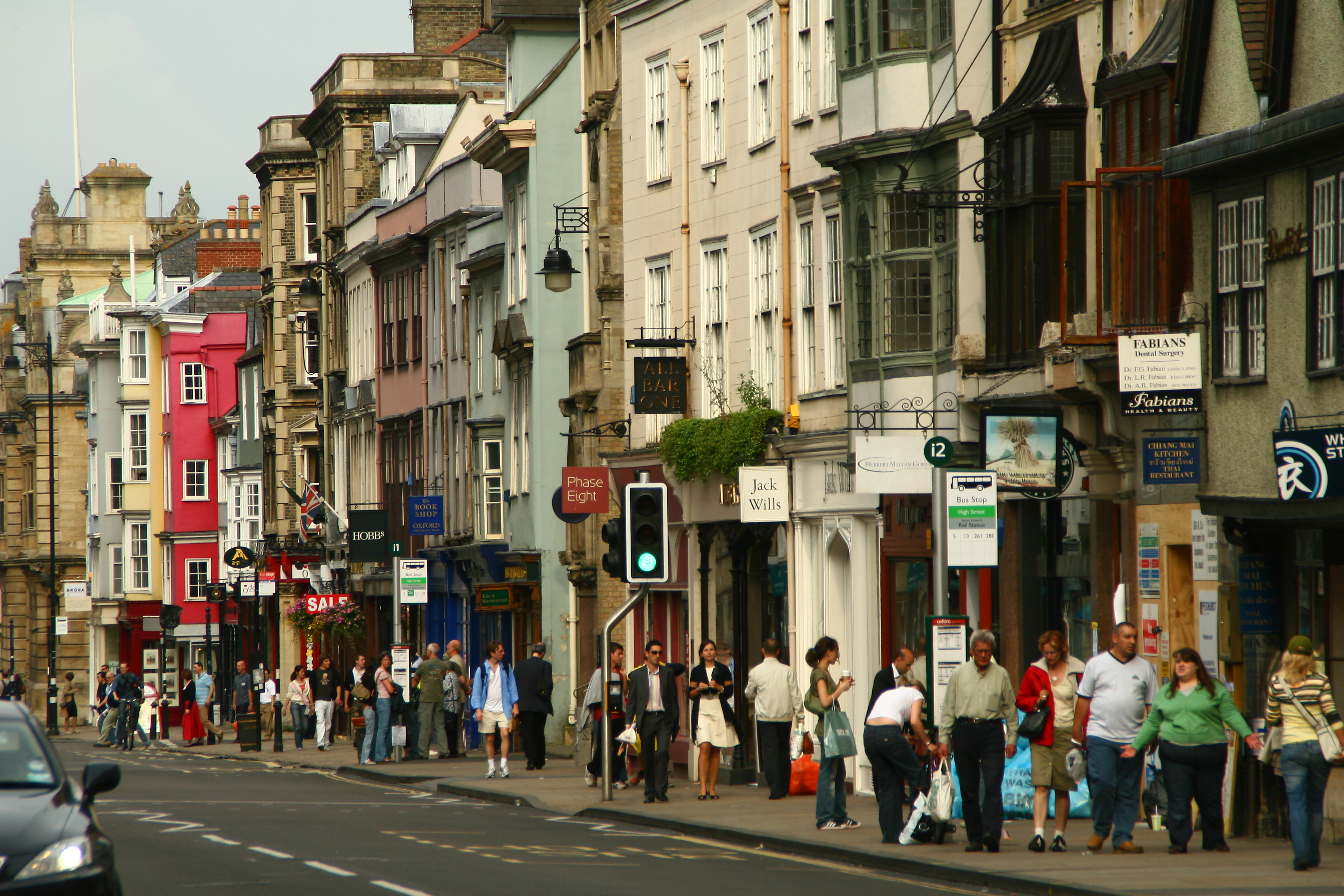
高街南侧

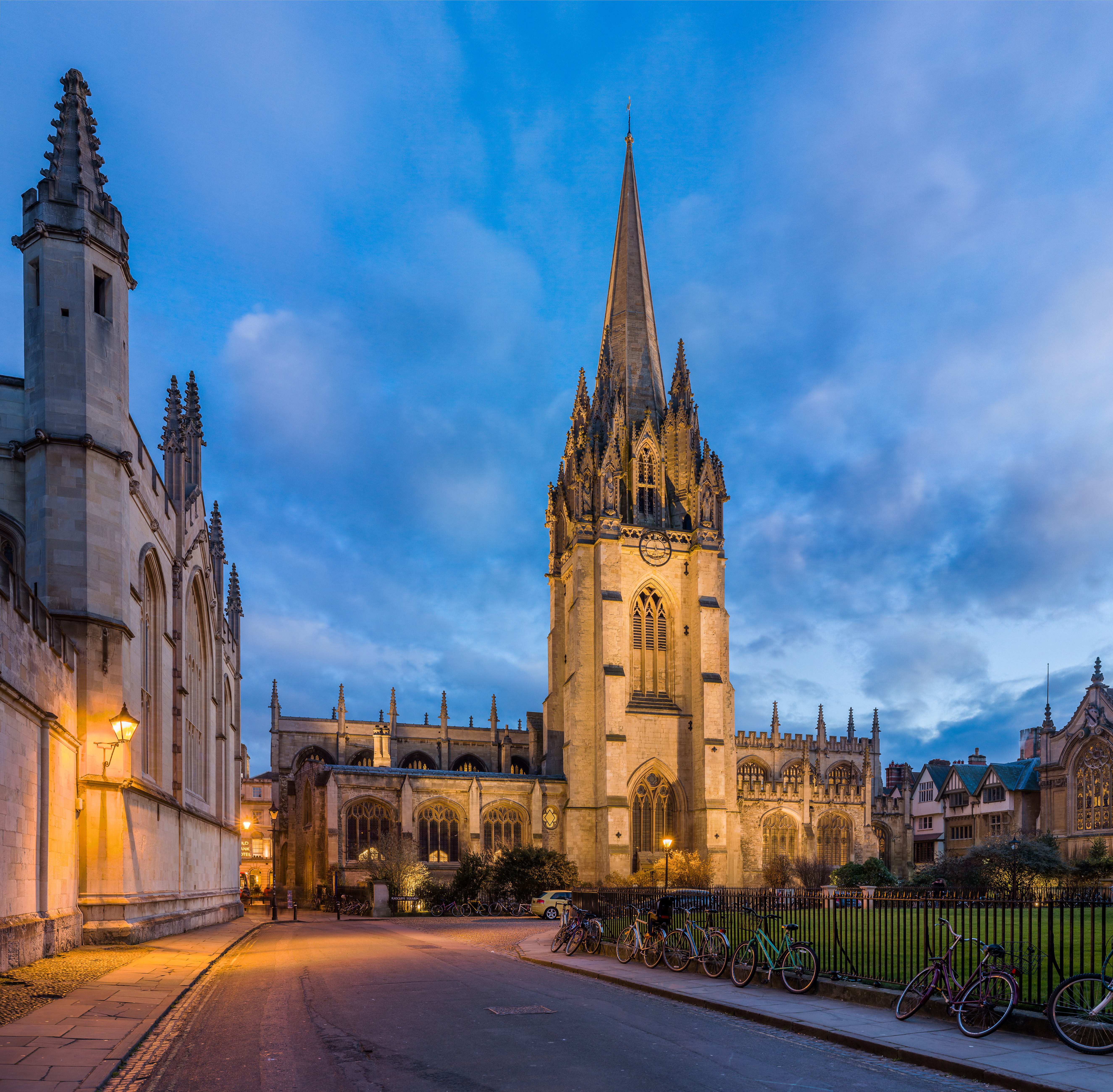
圣母玛利亚大学教堂在高街北侧

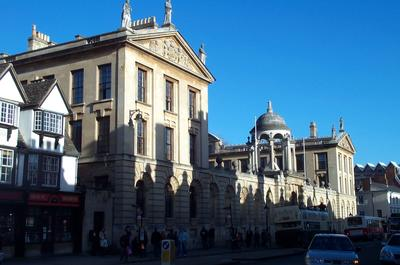
牛津大学王后学院

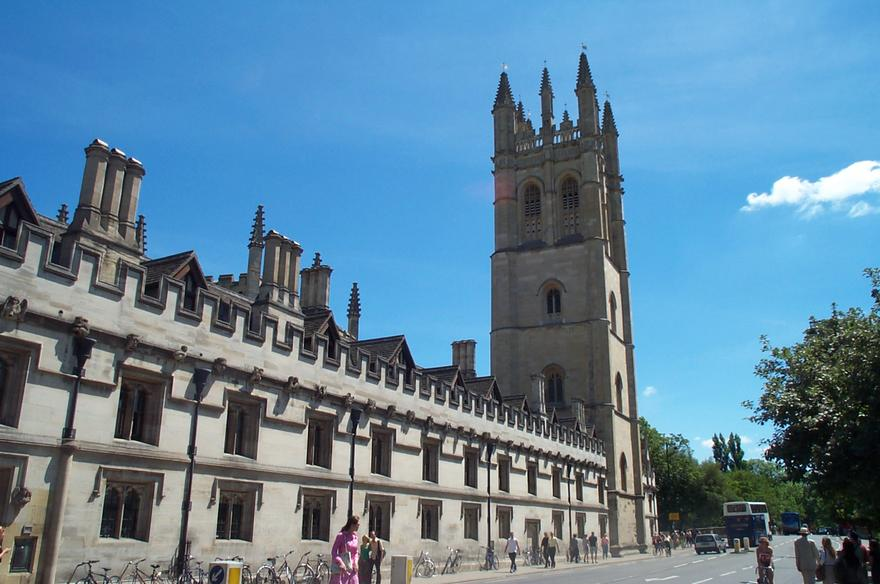
牛津大学莫德林学院与莫德林塔，在高街的东端

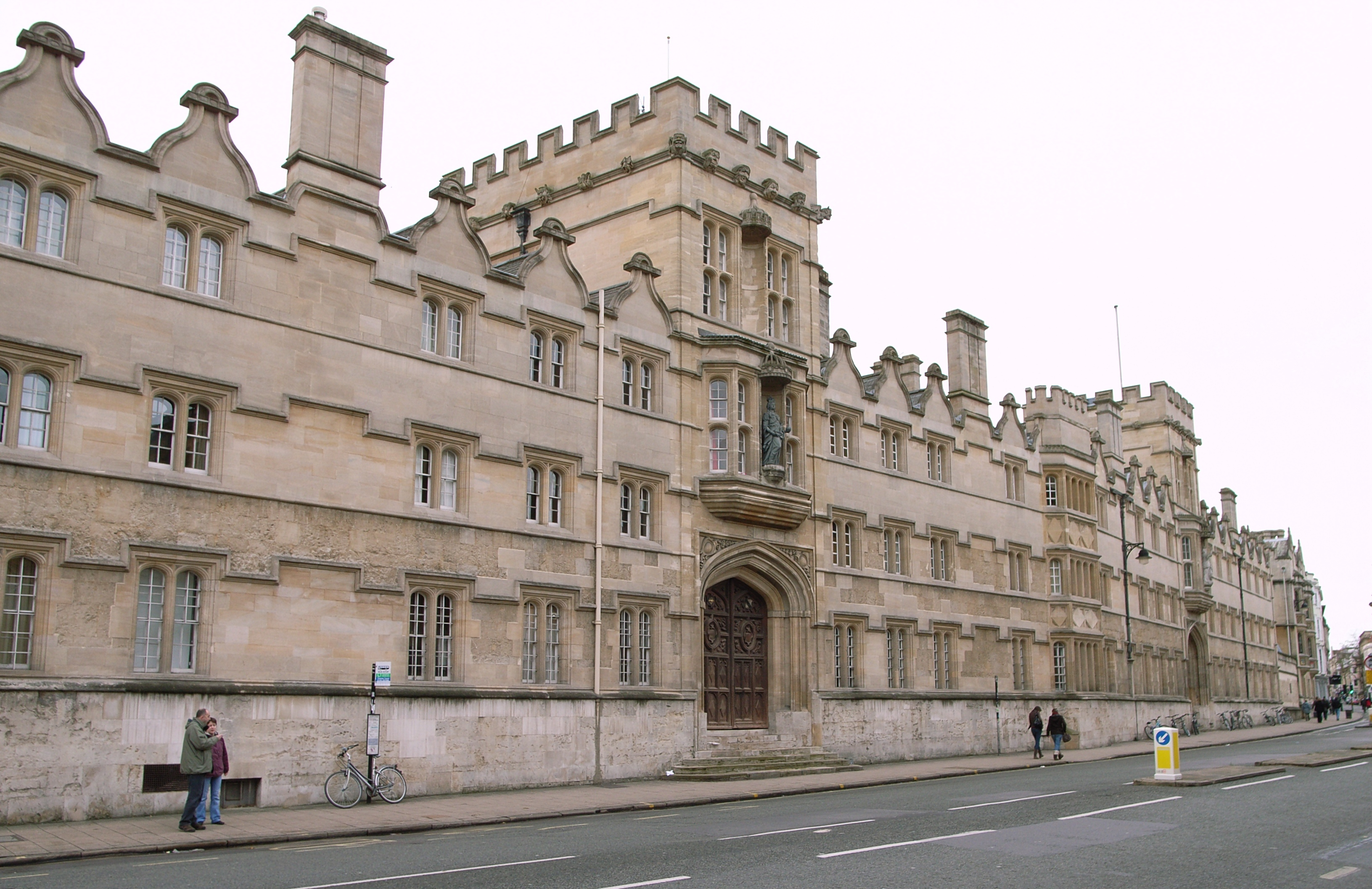
牛津大学大学学院，在高街的南侧

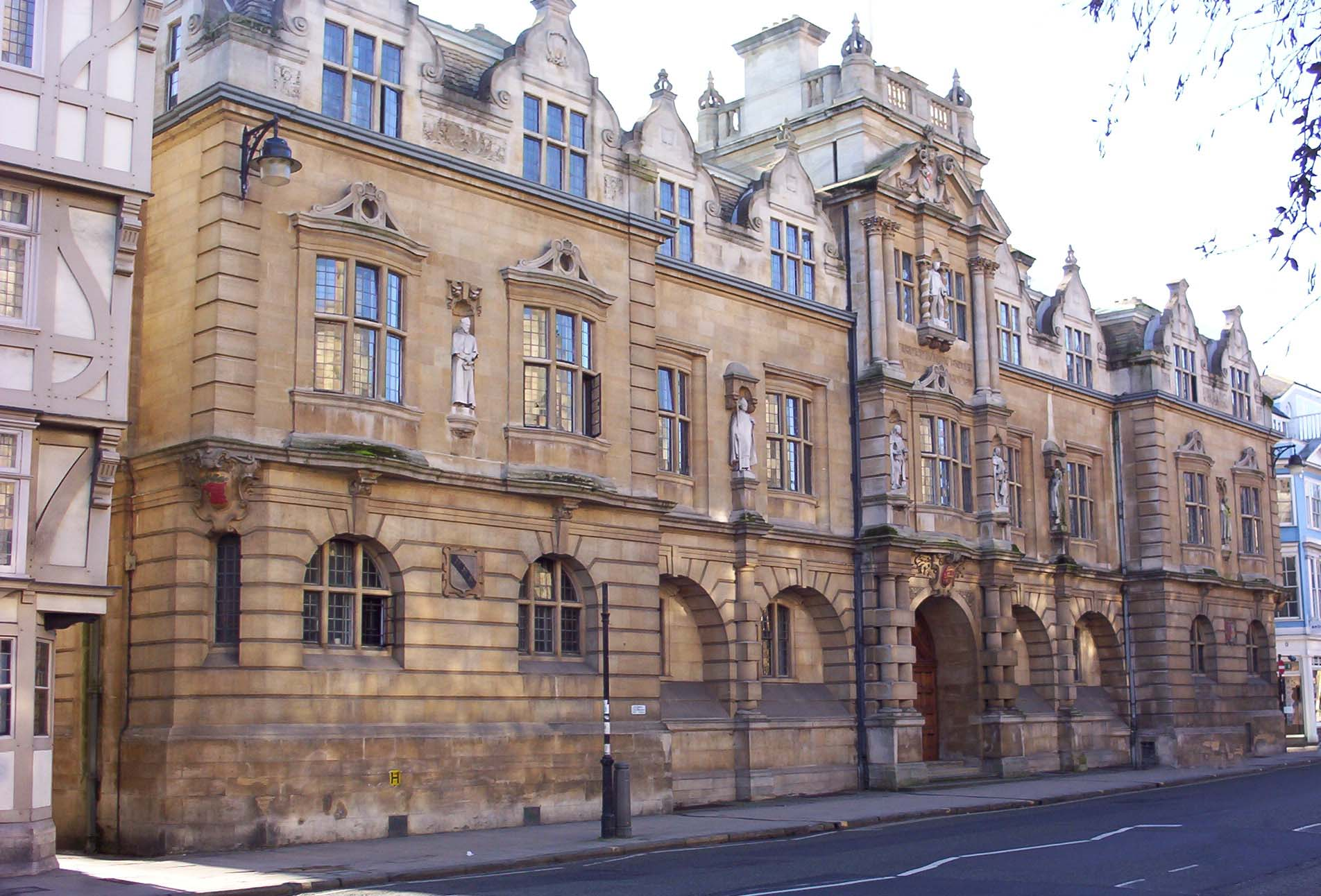
牛津大学奥里尔学院罗得楼，在高街的南侧

高街（High Street），當地常稱 The High，是英国牛津的一条街道，东西走向，西到卡尔法克斯（市中心），东到莫德林桥。
这条街被尼古拉斯佩夫斯纳描述为“世界上最伟大的街道之一”。它形成一个柔和的曲线，是许多版画，绘画，摄影的主题。一个特别流行的的画面，是面向西，朝向卡尔法克斯，左侧是牛津大学大学学院，右侧是牛津大学王后学院。街上有许多历史建筑，属于牛津大学各学院。

## 建筑
在高街北侧，自西向东：牛津大学林肯学院（正门在Turl 街）、包括诸圣堂，今林肯学院图书馆）、牛津大学布雷齐诺斯学院（主入口在拉德克利夫广场）、圣母玛利亚大学教堂、万灵学院, 牛津大学王后学院、圣埃德蒙堂（St Edmund Hall，主入口在王后巷）和牛津大学莫德林学院（包括莫德林塔）。
在高街南侧，自西向东：牛津大学奥里尔学院, 牛津大学大学学院（包括雪莱纪念馆外的波义耳-胡克牌），考试学校、罗斯金绘画和美术学院、东门酒店（在原来的东城门）和牛津大学植物园。

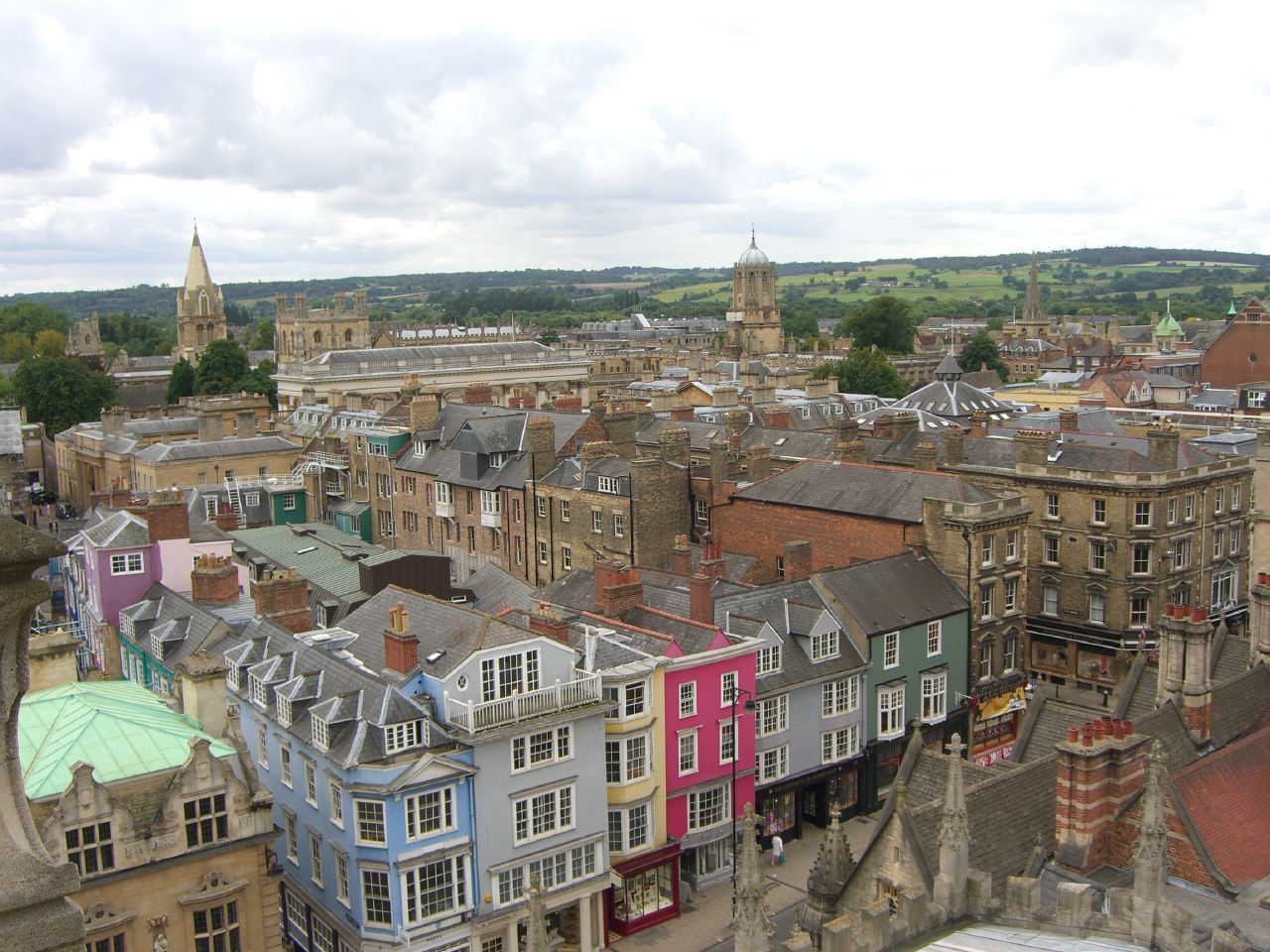
南侧的建筑
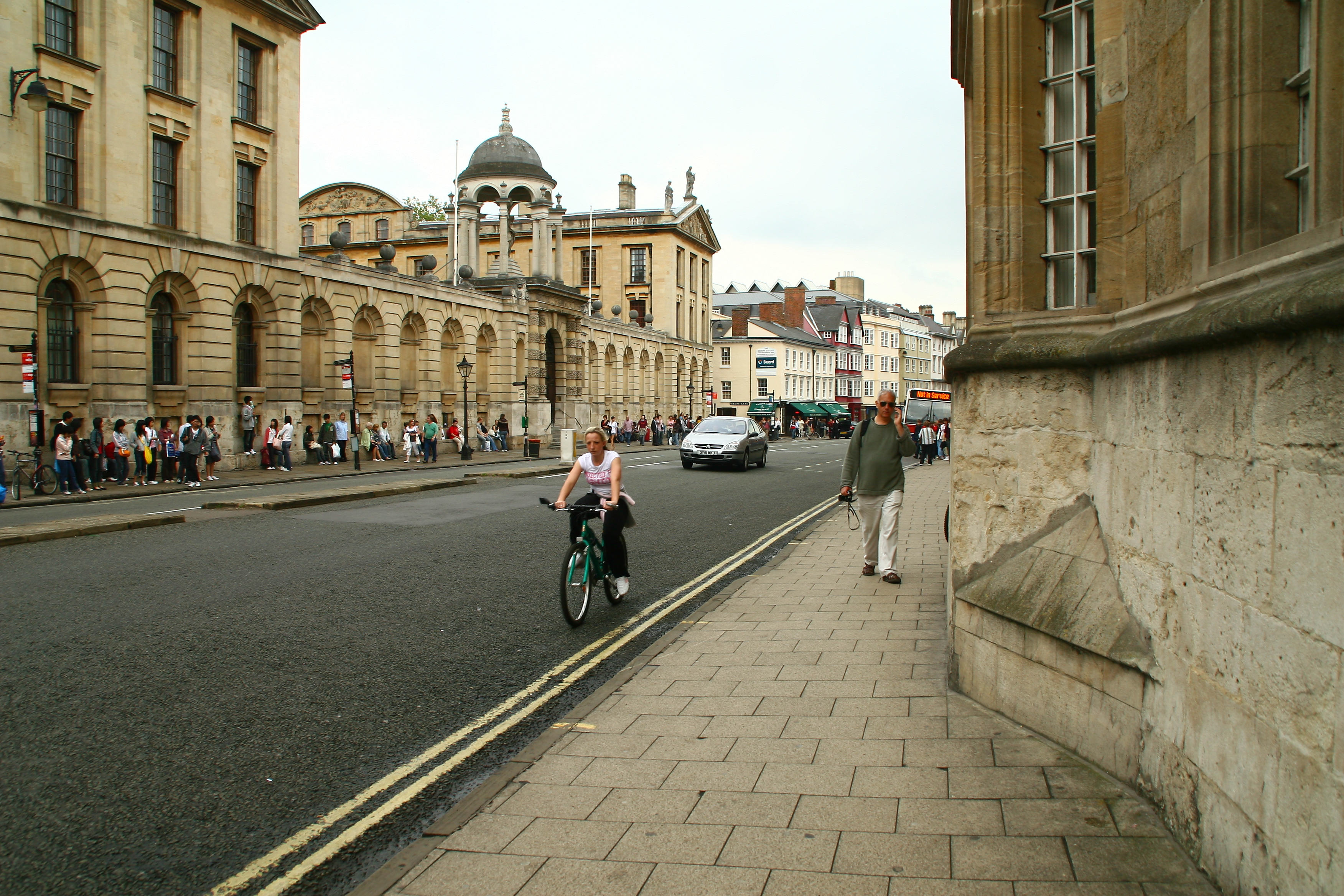
向东看牛津大学王后学院
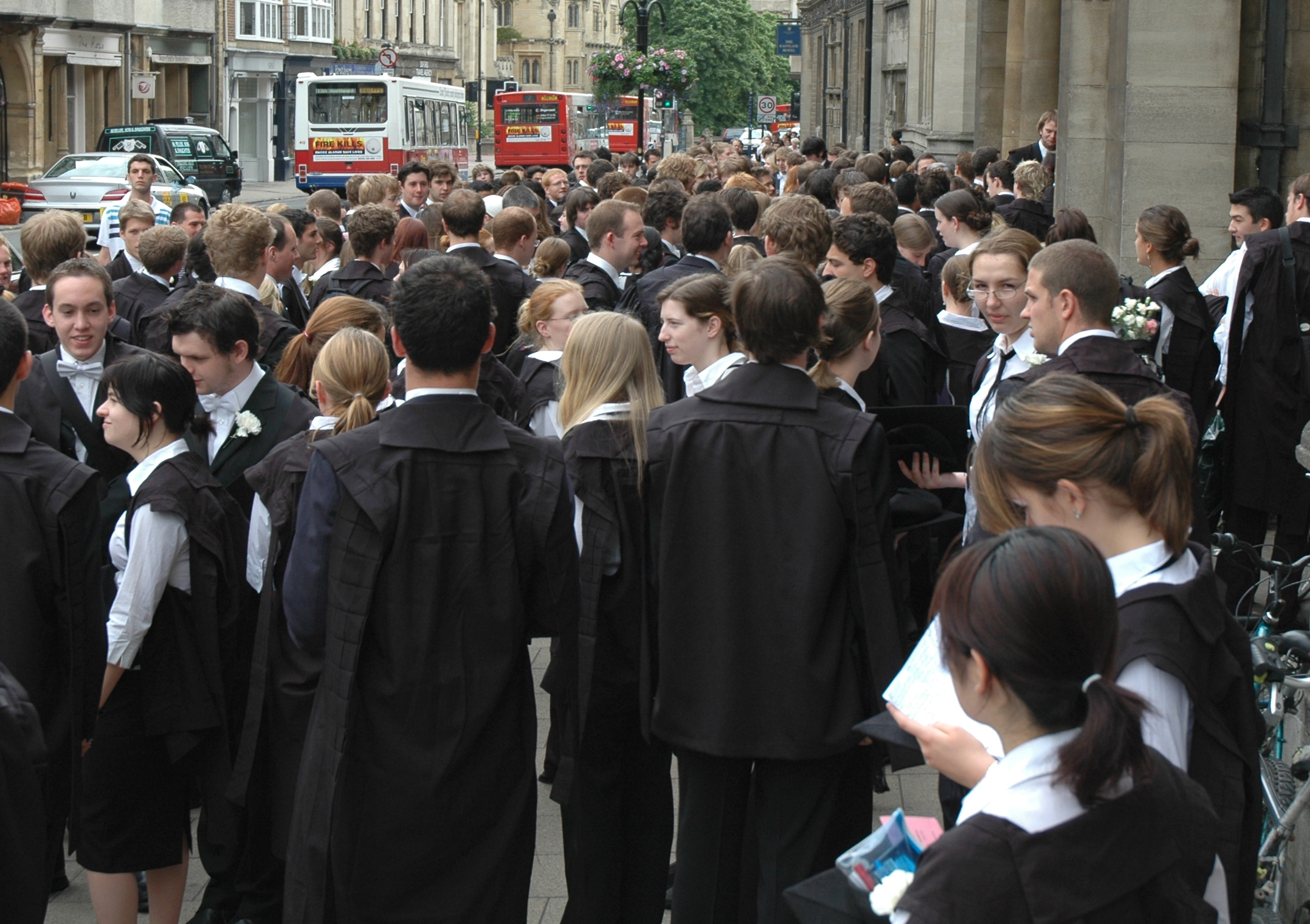
聚集在考试学校外面的学生
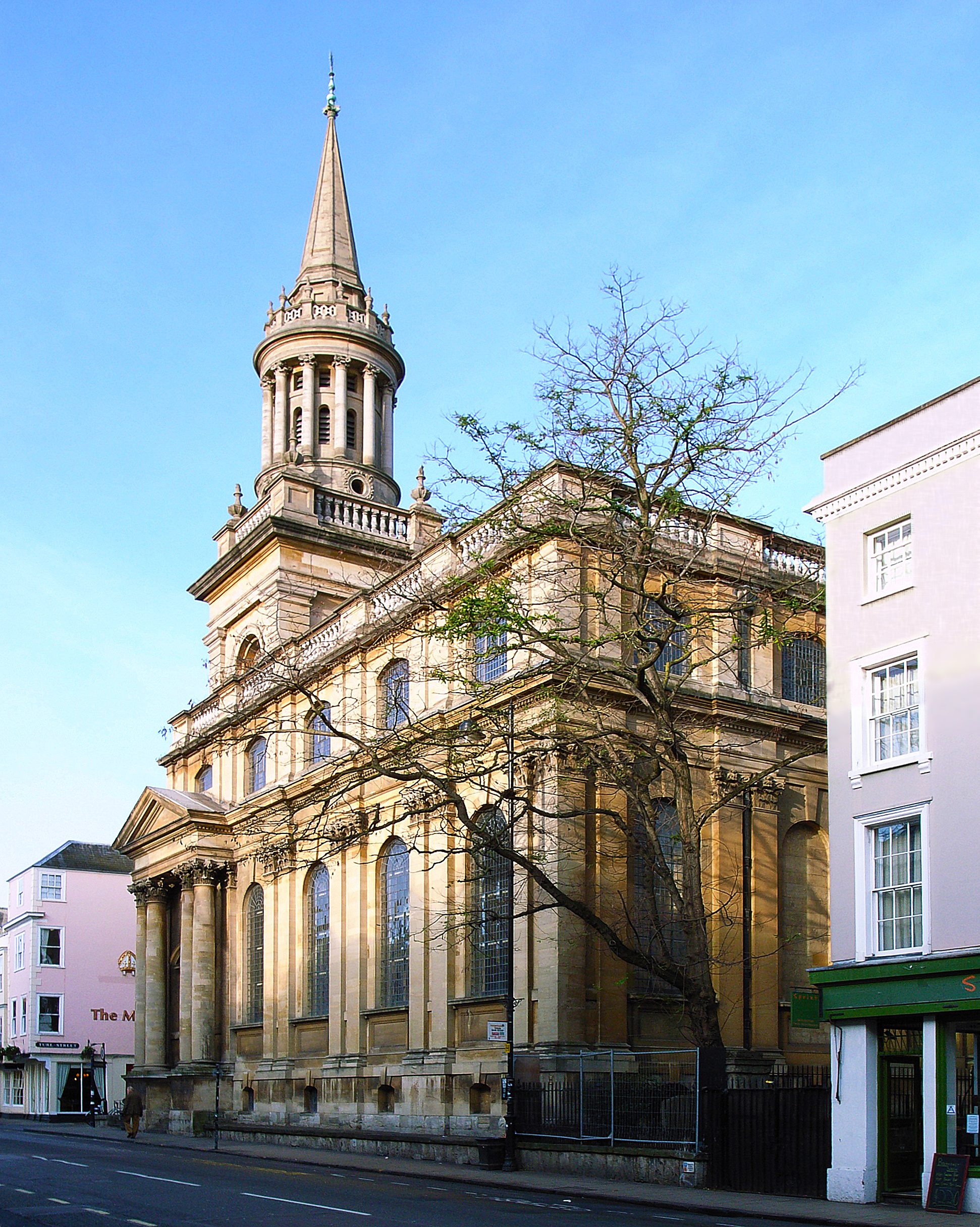
诸圣堂，今林肯学院图书馆
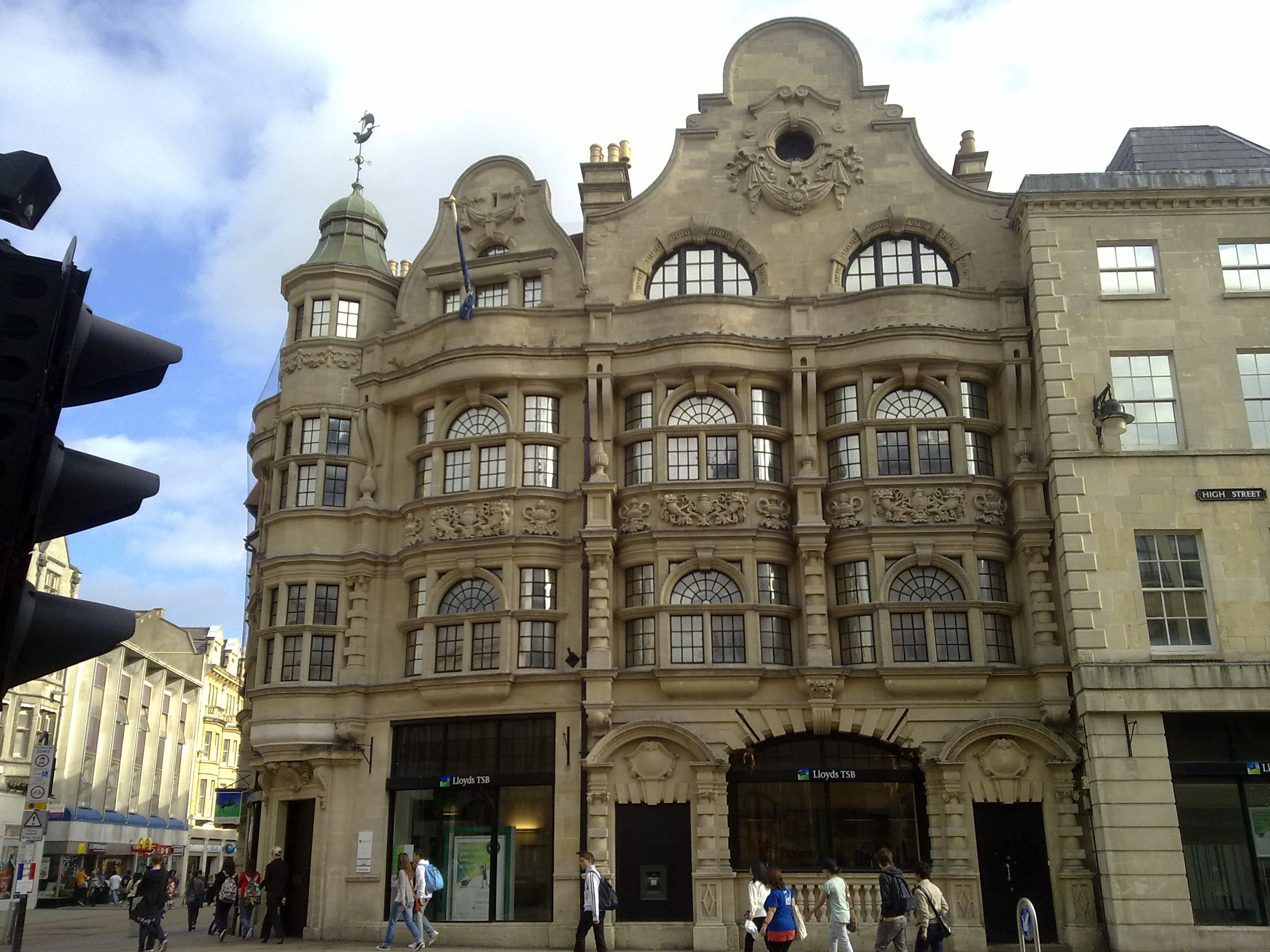
劳埃德银行，在高街的最西端，谷物市场街路口
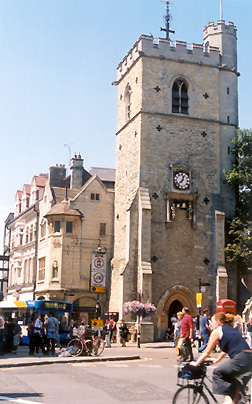
卡尔法克斯，高街的西端
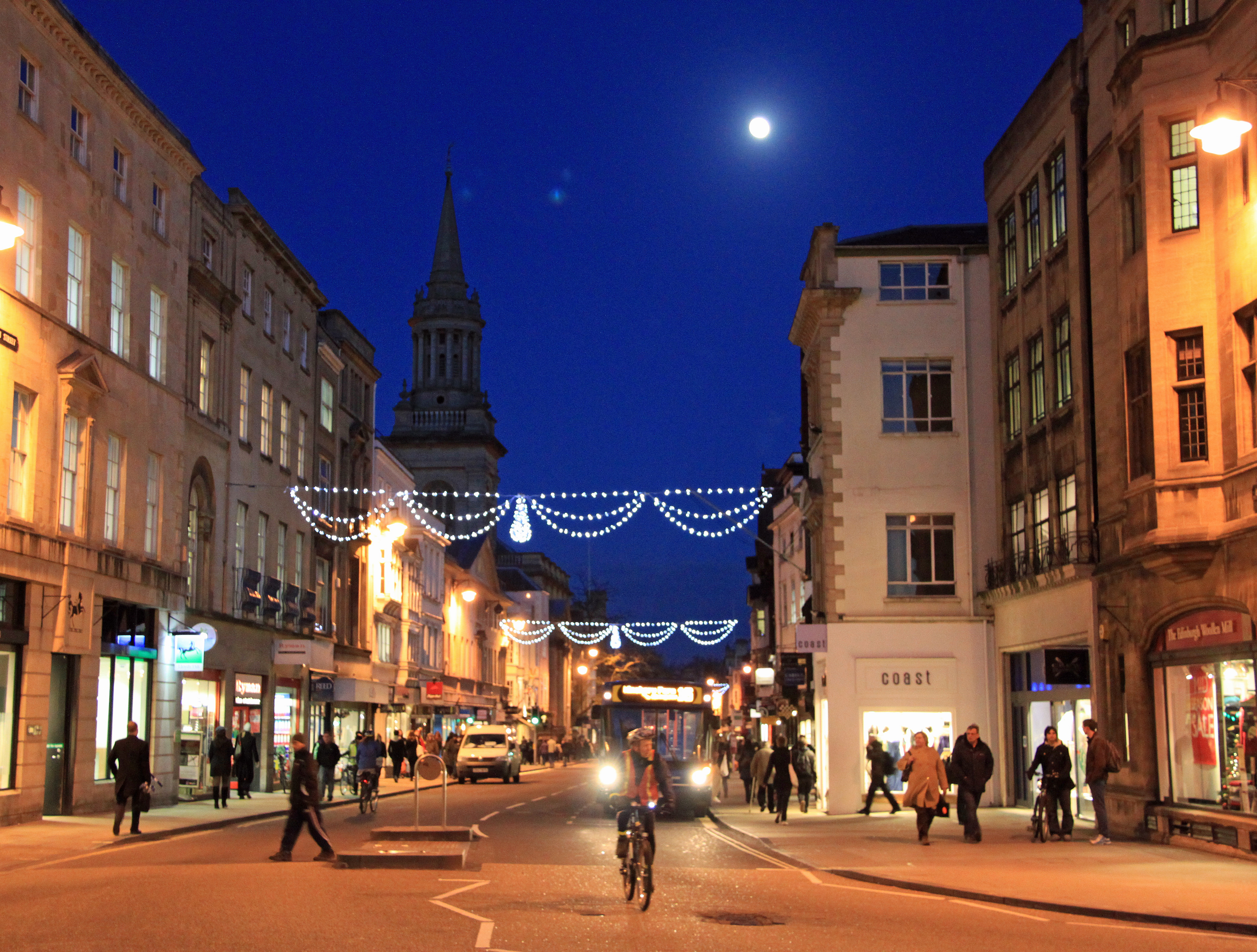
圣诞节高街夜景
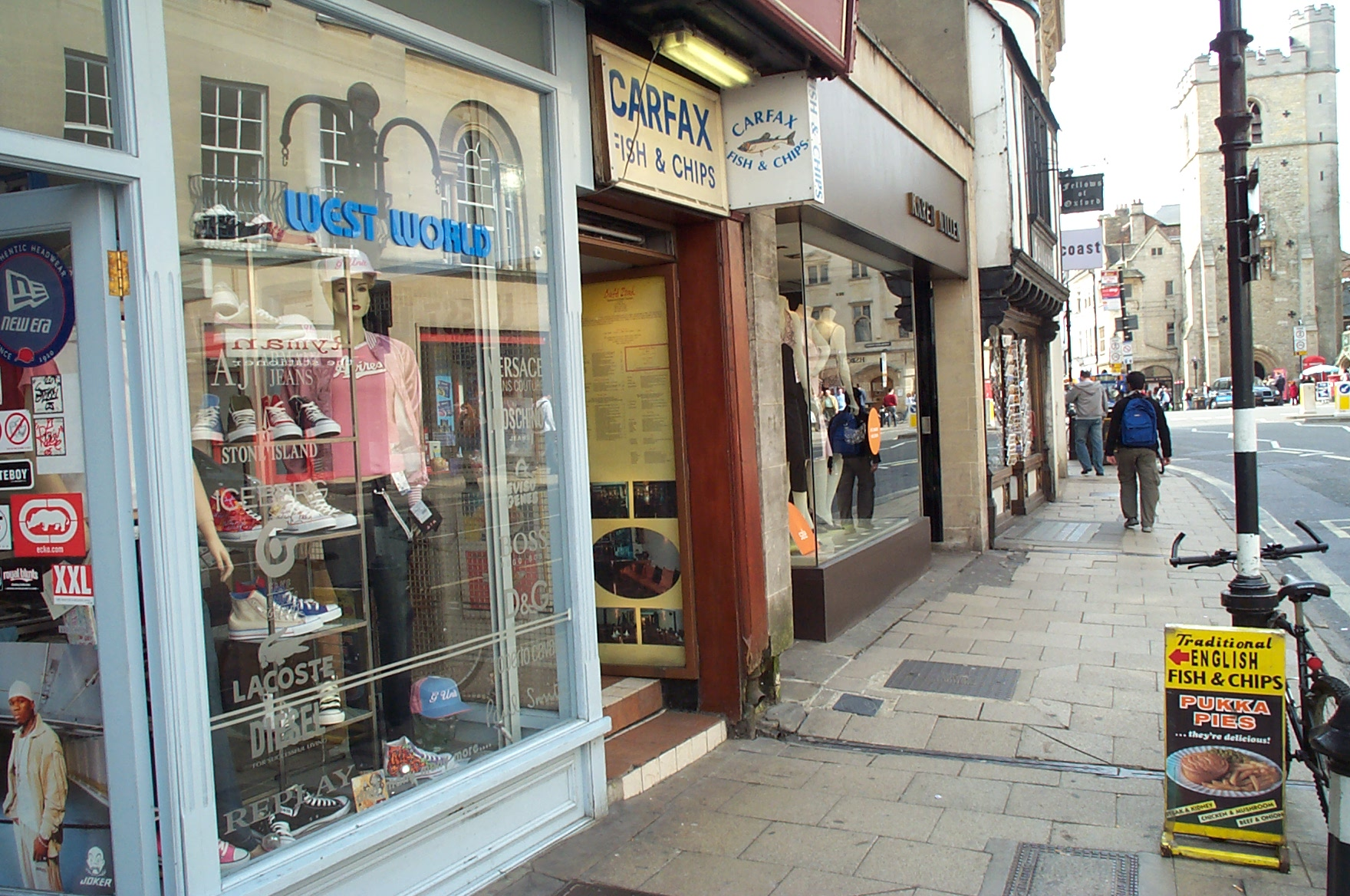
高街南侧的商店